# Червеночел какарики
Червеночелият какарики (Cyanoramphus novaezelandiae) е вид птица от семейство Папагалови (Psittacidae). Видът е световно застрашен, със статут Уязвим.

## Разпространение и местообитание
Червеночелият папагал какарики някога е бил широко разпространен в Северния и Южния остров на Нова Зеландия. В днешно време обаче повечето от тези континентални популации са изчезнали поради хищничество от внесени различни животински видове.
На континента този вид се среща на големи групи в Нортланд, Коромандел и централния Северен остров. В Южния остров има данни за тях по западното, южното и югоизточното крайбрежие. Въпреки това тези континентални популации остават изключително оскъдни. Останалата част от видовете е ограничена до остров Стюарт и редица офшорни острови (като Капити, Тиритири Матанги и Матиу), както и островите Оклънд на юг.
Този вид може да живее в голямо разнообразие от местообитания, включително гъсти умерени дъждовни гори, крайбрежни гори, храсталаци и открити площи.